# Консульство Чембало
Консульство Чембало — административно-территориальное образование в составе Газарии. В середине XIV века генуэзцы захватили бывшее византийское поселение Ямбо́ли (ныне - Балаклава); переход же сельской округи под их власть происходил с 1344 по 1357 год. Построив здесь крепость Чембало — так итальянцы переняли прежнее название, — к 1357 году генуэзцы окончательно подчинили себе эту местность.
Основу экономики консульства составляла торговля зерном (видимо, поступавшим из степных районов). После завоевания генуэзских колоний османскими войсками в 1475 году территория консульства была включена в Мангупский кадылык эялета Кефе.

## Администрация колонии
Консул Чембало (consul Civbali) назначался «советом попечителей» в Генуе, от имени Великой Коммуны Генуи, (с 1454 года, протекторами банка Св. Георгия), но непосредственно подчинялся не Генуе, а Кафе; ему полагался оклад 40 соммов, также он исполнял обязанности массария и капитана (начальника гарнизона), за что получал ещё 20 соммов. «…Консул Чембало, — говорится в уставе, — обязан повиноваться приказаниям господина консула Кафы, когда они дозволены законом и справедливы, под угрозой лишиться своей должности». Первое упоминание о консулах Чембало относится 1347—1349 году, который, по версии Бертье-Делагарда, поддерживаемой современными историками, управлял не только городом, «…но и окрестными частями страны».
С передачей колоний в 1454 году банку Св. Георгия был изменён состав консульской администрации. Консулу была предоставлена полная административная и юридическая власть, включая право смертной казни. В дальнейшем, в связи с упадком деловой активности в черноморском бассене и падением доходов колонии, возникли трудности с претендентами на должность и правление банка поручило консулу собирать налоги и ведать финансами. В помощь консулу в Чембало избирался избирался кастелян (военный комендант крепости), который назначал двух субкастелянов (командующих наёмниками). В период перехода Чембало к банку Св. Георгия консулами были: с 1453 по 1455 год — Андреа Сенестрари (исполнял обязанности два срока); 1455 год — Урбано Казана; 1456 год — Франческо Ломмелини. Весь административный аппарат консульства состоял из 12 человек, на содержание которых выделялось 33048 аспров (ещё 97100 аспров шло на оборонные нужды).

## Территория консульства
Территория занимаемая консульством Чембало в XV веке, ввиду постоянного противостояния с княжеством Феодоро, постоянно подвергалась изменениям и не имела устоявшихся надолго границ. В отдельные периоды консульство включало в себя прибрежную территорию от бухты Ласпи до Каламиты. Группа тяготеющих к городу поселений сложилась ещё в ранне-византийский период, протянувшись на 30 км от мыса Сарыч до южного берега Севастопольской бухты и на 12—15 км вглубь полуострова: весь Гераклейский полуостров, левобережная часть Чернореченской долины и южная (или вся) часть Байдарской долины. В период войны 1433—1441 годов части территории переходили от генуэзцев к Феодоро и обратно, по окончании же её Гераклейский полуостров с Херсонесом отходит к Мангупу и в дальнейшем границы консульства практически не изменялись до завоевания османскими войсками в 1475 году.
В историографии распространены три версии внешних границ консульства. А. Л. Бертье-Делагард включал в состав Карань (Крым), Камары, Мускомью и некую часть Байдарской долины, восточная граница с Капитанством Готия, по мнению учёного, проходила по «отрогу Главной гряды, кончающемуся мысами Сарыч и Форос». В. Л. Мыц южной границей считал хребет Чабан-Таш, разделяющий Форос и ласпинскую котловину, на севере — по южному берегу реки Чёрная, добавляя к списку Бертье-Делагарда Байдары, Биюк-Мускомью и Хайту, помещая в сельской округе города девять селений. Собственно границам консульства посвящена статья Е. В. Неделькина «Границы княжества Феодоро и Генуэзской республики в Юго-Западной Таврике». Развивая выводы Кирилко, В.П. и В. Л. Мыца о пограничных замках-исарах, учёный считает укрепления Загайтанское, Чоргуньское, Кала-Фатлар, Камара Исар и Чоргунскую башню принадлежащими Феодоро, а к владениям консульства относит только селение Кадыкой.